# Partie polityczne Nowej Zelandii
Partie polityczne Nowej Zelandii – ugrupowania polityczne funkcjonujące w nowozelandzkim systemie wielopartyjnym.

## Główne partie nowozelandzkiej sceny politycznej
- Partia Pracy (ang. New Zealand Labour Party
- Nowozelandzka Partia Narodowa (ang. New Zealand National Party, National lub The Nats)
- Partia Najpierw Nowa Zelandia (ang. New Zealand First)
- Partia Zielonych (ang. Green Party of Aotearoa New Zealand)
- Māori Party (ang. Māori Party)
- United Future (ang. United Future New Zealand)
- ACT New Zealand (ang. ACT New Zealand, Act)
- Partia Kiwi (ang. The Kiwi Party)
- New Zealand Pacific Party (ang. New Zealand Pacific Party)
- Partia Postępowa (ang. New Zealand Progressive Party)

## Główne partie historyczne
- Partia Liberalna (ang. New Zealand Liberal Party)
- Partia Reform (ang. New Zealand Reform Party)
- Partia Zjednoczona (ang. United Party)